# Gonzalo Escobar
Gonzalo Escobar (* 20. Januar 1989 in Manta) ist ein ecuadorianischer Tennisspieler.

## Karriere
Sonega spielt hauptsächlich auf der Future Tour, wo er bislang sechs Titel im Einzel und acht Titel im Doppel gewann.
2015 kam er in Quito bei den Ecuador Open Quito durch eine Wildcard zu seinem Debüt auf der ATP World Tour. Er verlor in der Auftaktrunde gegen Nicolás Jarry mit 6:2, 4:6, 3:6. Im Folgejahr durfte er erneut antreten und verlor gegen Paolo Lorenzi mit 1:6, 2:6. Seinen ersten Erfolg auf der Challenger Tour feierte er an der Seite von Manuel Sánchez im Doppel in León.
Escobar spielte 2015 erstmals für die ecuadorianische Davis-Cup-Mannschaft, bei der er bislang eine Gesamtbilanz von 7:5 hat.

## Erfolge
| Legende (Anzahl der Titel) |
| -------------------------- |
| Grand Slam                 |
| ATP Tour Finals            |
| ATP Tour Masters 1000      |
| ATP Tour 500               |
| ATP Tour 250 (6)           |
| ATP Challenger Tour (14)   |

| ATP-Titel nach Belag |
| -------------------- |
| Hartplatz (2)        |
| Sand (4)             |
| Rasen (0)            |

### Doppel

#### Turniersiege

##### ATP Tour
| Nr. | Datum             | Turnier      | Belag         | Partner              | Finalgegner                      | Ergebnis           |
| --- | ----------------- | ------------ | ------------- | -------------------- | -------------------------------- | ------------------ |
| 1.  | 13. Januar 2021   | Delray Beach | Hartplatz     | Ariel Behar          | Christian Harrison Ryan Harrison | 6:75, 7:64, [10:4] |
| 2.  | 11. April 2021    | Marbella     | Sand          | Ariel Behar          | Tomislav Brkić Nikola Čačić      | 6:2, 6:4           |
| 3.  | 23. April 2022    | Belgrad      | Sand          | Ariel Behar          | Nikola Mektić Mate Pavić         | 6:2, 3:6, [10:7]   |
| 4.  | 23. Juli 2023     | Båstad       | Sand          | Alexander Nedowessow | Francisco Cabral Rafael Matos    | 6:2, 6:2           |
| 5.  | 11. November 2023 | Sofia        | Hartplatz (i) | Alexander Nedowessow | Julian Cash Nikola Mektić        | 6:3, 3:6, [13:11]  |
| 6.  | 7. April 2024     | Estoril      | Sand          | Alexander Nedowessow | Sadio Doumbia Fabien Reboul      | 7:5, 6:2           |

##### ATP Challenger Tour
| Nr. | Datum             | Turnier       | Belag     | Partner                   | Finalgegner                               | Ergebnis           |
| --- | ----------------- | ------------- | --------- | ------------------------- | ----------------------------------------- | ------------------ |
| 1.  | 28. April 2018    | León          | Hartplatz | Manuel Sánchez            | Bradley Mousley John-Patrick Smith        | 6:4, 6:4           |
| 2.  | 25. Mai 2019      | Jerusalem     | Hartplatz | Ariel Behar               | Evan King Julian Ocleppo                  | 6:4, 7:65          |
| 3.  | 27. Juli 2019     | Prag II       | Sand      | Ariel Behar               | Andrei Golubew Alexander Nedowessow       | 6:74, 7:5, [10:8]  |
| 4.  | 8. September 2019 | Genua         | Sand      | Ariel Behar               | Guido Andreozzi Andrés Molteni            | 3:6, 6:4, [10:3]   |
| 5.  | 13. Oktober 2019  | Santo Domingo | Sand      | Ariel Behar               | Orlando Luz Luis David Martínez           | 6:75, 6:4, [12:10] |
| 6.  | 26. Oktober 2019  | Lima II       | Sand      | Ariel Behar               | Luis David Martínez Felipe Meligeni Alves | 6:2, 2:6, [10:3]   |
| 7.  | 2. November 2019  | Guayaquil     | Sand      | Ariel Behar               | Pedro Sakamoto Thiago Seyboth Wild        | 7:64, 7:65         |
| 8.  | 26. Januar 2020   | Bangkok       | Hartplatz | Miguel Ángel Reyes Varela | Gong Maoxin Zhang Ze                      | 6:3, 6:3           |
| 9.  | 1. Februar 2020   | Newport Beach | Hartplatz | Ariel Behar               | Antonio Šančić Sam Weissborn              | 6:2 6:4            |
| 10. | 24. Oktober 2020  | Istanbul      | Hartplatz | Ariel Behar               | Robert Galloway Nathaniel Lammons         | 4:6, 6:3, [10:7]   |
| 11. | 23. Juni 2023     | Ilkley        | Rasen     | Alexander Nedowessow      | Robert Galloway John-Patrick Smith        | 2:6, 7:5, [11:9]   |
| 12. | 30. März 2024     | Girona        | Sand      | Alexander Nedowessow      | Jonathan Eysseric Albano Olivetti         | 7:61, 6:4          |
| 13. | 16. März 2025     | Cap Cana      | Hartplatz | Diego Hidalgo             | Petr Nouza Patrik Rikl                    | 7:65, 6:4          |
| 14. | 29. März 2025     | Morelia       | Hartplatz | Diego Hidalgo             | Marc-Andrea Hüsler Stefano Napolitano     | 6:4, 4:6, [10:3]   |

#### Finalteilnahmen
| Nr. | Datum            | Turnier          | Belag     | Partner              | Finalgegner                         | Ergebnis           |
| --- | ---------------- | ---------------- | --------- | -------------------- | ----------------------------------- | ------------------ |
| 1.  | 7. März 2021     | Buenos Aires     | Sand      | Ariel Behar          | Tomislav Brkić Nikola Čačić         | 3:6, 5:7           |
| 2.  | 24. April 2021   | Belgrad          | Sand      | Ariel Behar          | Ivan Sabanov Matej Sabanov          | 3:6, 6:75          |
| 3.  | 13. Juni 2021    | Stuttgart        | Rasen     | Ariel Behar          | Marcelo Demoliner Santiago González | 6:4, 3:6, [8:10]   |
| 4.  | 15. Januar 2022  | Adelaide         | Hartplatz | Ariel Behar          | Wesley Koolhof Neal Skupski         | 6:75, 4:6          |
| 5.  | 25. Juni 2022    | Mallorca         | Rasen     | Ariel Behar          | Rafael Matos David Vega Hernández   | 6:75, 7:66, [1:10] |
| 6.  | 17. Juni 2023    | ’s-Hertogenbosch | Rasen     | Alexander Nedowessow | Wesley Koolhof Neal Skupski         | 6:71, 2:6          |
| 7.  | 5. August 2023   | Kitzbühel        | Sand      | Alexander Nedowessow | Alexander Erler Lucas Miedler       | 4:6, 4:6           |
| 8.  | 24. Februar 2024 | Los Cabos        | Hartplatz | Alexander Nedowessow | Max Purcell Jordan Thompson         | 5:7, 6:72          |

## Abschneiden bei Grand-Slam-Turnieren

### Doppel
| Turnier         | 2020 | 2021 | 2022 | 2023 | 2024 | Karriere |
| --------------- | ---- | ---- | ---- | ---- | ---- | -------- |
| Australian Open | —    | 1    | AF   | AF   | 1    | AF       |
| French Open     | 1    | 1    | 2    | 1    | 2    | 2        |
| Wimbledon       |      | AF   | 1    | 1    | 1    | AF       |
| US Open         | —    | 1    | AF   | 1    | 1    | AF       |

Zeichenerklärung: S = Turniersieg; F, HF, VF, AF = Einzug ins Finale / Halbfinale / Viertelfinale / Achtelfinale; 1, 2, 3 = Ausscheiden in der 1. / 2. / 3. Hauptrunde; Q1, Q2, Q3 = Ausscheiden in der 1. / 2. / 3. Qualifikationsrunde; nicht ausgetragen

### Mixed
| Turnier         | 2021 | 2022 | 2023 | 2024 | Karriere |
| --------------- | ---- | ---- | ---- | ---- | -------- |
| Australian Open | —    | HF   | 1    | —    | HF       |
| French Open     | —    | VF   | —    | 1    | VF       |
| Wimbledon       | 2    | 1    | —    | —    | 2        |
| US Open         | —    | —    | —    | —    | —        |